# تیل سوآن
تیل سوان (مری تیل باسورث؛ متولد ۱۶ ژوئن ۱۹۸۴) یک معلم معنوی آمریکایی است.
آموزه‌های سوان در مورد نحوه مدیریت مسائل سلامت روان اغلب به‌عنوان غیرمتعارف و خطرناک توصیف شده‌اند و همچنین به خاطر نحوهٔ جذب طرفداران مورد انتقاد قرار گرفته‌است. سوان و آموزه‌های او در یک مجموعه مستند صوتی شش قسمتی توسط گیزمودو در خرداد ۲۰۱۸ مورد بحث قرار گرفت. سوان همچنین سوژه یک فیلم مستند به نام سایه باز: داستان تیل سوان، بود که در سال ۲۰۱۷ منتشر شد.

## سنین اولیه
سوان در سانتافه، نیومکزیکو به دنیا آمد و در لوگان، یوتا بزرگ شد. او تا نوجوانی با پدر و مادر و برادر کوچکترش اسکای در لوگان زندگی کرد. لوگان در آن زمان درصد بالایی از مورمون‌ها را در شهر تمرین می‌کرد، و سوان اظهار داشت که تفاوت‌های مذهبی او به این معناست که از سنین پایین احساس می‌کرد که با آن‌ها مطابقت ندارد. تفاوت‌های مذهبی و فرهنگی بین خانواده و زندگی مدرسه به این معنی بود که او در مدرسه "جایگاهی" نداشت و اغلب به دلیل عقاید متفاوتش مورد آزار و اذیت قرار می‌گرفت. سوان علاوه بر تفاوت‌های فرهنگی، بیان می‌کند که او اغلب با سایر بچه‌های مدرسه متفاوت صحبت می‌کرد و رفتار می‌کرد. این ترکیب به این معنی بود که گاه قلدری شدید بود و از سنین پایین روی سوان تأثیر داشت.
سوان از نظر جسمی با سایر کودکانی که با آنها گذرانده بود متفاوت بود. به گزارش گیزمودو، سوان اولین بار زمانی که در کلاس بود و سایر کودکان به چیزهایی که سوان تجربه می‌کرد واکنش نشان نمی‌دادند، متوجه این تفاوت‌های فیزیکی شد. سال‌ها بعد، مادر سوان برای فیلم سایه باز مصاحبه شد، جایی که او اظهار داشت سوان در حالی که بزرگ می‌شد، حساسیت بیش از حد داشت و اغلب به صدا واکنش نشان می‌داد. سوان همچنین به این بخش از دوران کودکی خود اشاره کرده‌است، هنگامی که روزنامه نگاران از او در مورد ادعاهای او در مورد توانایی‌های روشن بینی سؤال کرده‌اند.
سوان در مصاحبه‌های متعدد اظهار داشته‌است که از شش سالگی به بعد توسط یکی از دوستان خانوادگی خود مورد آزار، تجاوز و شکنجه روانی قرار گرفته‌است. بر اساس مقاله ای در هافینگتون پست کانادا، سوان ادعا کرد که بیش از یک دهه قربانی آزار آیینی توسط یک فرقه شیطانی بوده‌است. ظاهراً این به این منظور بود که او را از توانایی‌های فراحسی فرضی‌اش درمان کرد. بخشی از این سوء استفاده ادعایی شامل دوخته شدن به جسد بود. به‌ویژه مصاحبه‌های تلویزیونی که در سال ۲۰۱۴ توسط کریس اسؤالت انجام شد، در رابطه با آزار آیینی او، به KNIN-TV , KIVI-TV و آیداهو نیوز ارسال شد. سوان ادعا می‌کند که خاطراتی از این وقایع دارد که سرکوب شده‌اند، تا اینکه یک درمانگر مستقر در شهر سالت لیک به او کمک کرد تا آنها را کشف کند. تحقیقاتی در مورد ادعاهای او آغاز شد قبل از اینکه در نهایت به دلیل چندین اتهام علیه درمانگر او، باربارا اسنو، که هراس شیطانی را برانگیخت، بسته شود.
مادرش در مصاحبه ای گفت سوان در سنین نوجوانی تلاش کرده بود، خودکشی کند. هر دو والدین موافقت کردند که سوان را نزد روانپزشک ببرند، اما در مستند سایه باز اظهار داشتند که هیچ‌یک از این تکنیک‌ها روی سوان جواب ندادند. آنها زمانی که سوان در سنین نوجوانی خود بود به طب شرقی روی آوردند و به جای اینکه بگویند سوان بیمار است، گفتند که او با استعداد است و دچار حساسیت مفرط است.
به گفته او، او با توانایی‌های فراحسی مانند روشن بینی، «روشنگری» و «خوش‌بینی» به دنیا آمد. او ادعا کرده‌است که یک بیگانه از ستاره ژوبین‌دار است. او همچنین ادعا کرده‌است که تناسخ گورو هندی سای بابا شیردی است و زندگی سای بابا شیردی را به وضوح به یاد می‌آورد.

## حرفه
او در سال ۲۰۱۱ کتاب مجسمه‌ساز در آسمان را منتشر کرد و کانال یوتیوب خود را راه اندازی کرد. پس از سال ۲۰۱۲، محبوبیت او افزایش یافت و پیروانی در چندین کشور داشت. در سال ۲۰۱۱، سوان یکی از اولین سخنرانی‌های خود را در سالت لیک سیتی، یوتا با حضور حدود بیست نفر برگزار کرد و اولین سخنرانی او در کانال یوتیوب خود بود.
طبق این وب سایت، شرکت تیل-ای (Teal Eye), به منظور ایجاد تغییرات در چندین زمینه مختلف مانند آموزش جایگزین، اصلاحات در صنعت جهانی غذا، عدالت، حقوق حیوانات و معنویت فعالیت دارد.
سوان تمرکز و حرفه خود را بر درمان بیماری‌های روانی دیگران از جمله افکار خودکشی و تجربیات آسیب زا سرکوب شده متمرکز کرده‌است. او مرکز فیلیا را اداره می‌کند، یک مرکز خلوت در کاستاریکا. پیروان او «قبیله تیل» نامیده می‌شوند.
در سال ۲۰۱۷، تیل سوان موضوع مستندی دربارهٔ زندگی او با عنوان «سایه باز: داستان تیل سوان» بود.
در سال ۲۰۱۸، یک پادکست گیزمودو یک مجموعه شش قسمتی در مورد تیل سوان و آموزه‌های معنوی خودیاری او در مورد افسردگی و نحوه تکنیک‌های او «فرآوری آسیب‌های گذشته به منظور غلبه بر آن» را اجرا کرد. مجری برنامه، جنینگز براون، اظهار داشت که سوان هم با ظاهرش و هم از نظر نحوه بازاریابی خود، شبیه رهبر معنوی همیشگی شما نبود. در زمان ضبط، ویدیوهای یوتیوب او ۵۵ میلیون بار دیده شده بود.
در سال ۲۰۱۵، او اولین پوشش رسانه ای مهم خود را دریافت کرد که در مورد استفاده از مانترای خود بحث می‌کرد، "کسی که خود را دوست دارد چه می‌کند؟"
سوان بارها در مورد بهترین تکنیک‌های مقابله با عصبانیت صحبت کرده‌است. به گزارش خبرنگار ایرلندی ایندیپندنت که در یکی از سمینارهای او در سال ۲۰۱۶ شرکت کرد، اظهار داشت که سرکوب خشم می‌تواند عواقب خطرناکی داشته باشد. سوان اظهار داشت که وقتی خشم را سرکوب می‌کند، تبدیل به یک «بمب ساعتی» می‌شود. نظریه سوان در مورد خشم تصمیم‌گیری در مورد تفاوت بین خشم سازنده و مخرب است. کایلاش ساتیارتی در سخنرانی TED خود در مورد خشم اظهارات مشابهی را بیان کرد.

### گرسنگی کاج
در سال ۲۰۲۰، اعلام شد که سوان اولین رمان خود، گرسنگی کاج را منتشر خواهد کرد. این کتاب آریا ابوت، دختری را دنبال می‌کند که بیشتر دوران جوانی خود را در سیستم مراقبت‌های پرورشی می‌گذراند. وضعیت غیرقابل تحمل به این معنی بود که او چاره ای جز فرار و زندگی خشن در خیابان‌ها نداشت. رابطه او با تیلور باعث می‌شود که با هم سوار اتوبوس گری‌هاوند شوند تا رویاهای خود را دنبال کنند. این رمان با امتیاز ۴ در گودریدز عمدتاً نقدهای مثبت دریافت کرد.
در اکتبر ۲۰۲۰، در فهرست پرفروش‌ترین کتاب‌های جلد شومیز تجارت هفتگی ناشران قرار گرفت.

## در فرهنگ عامه

### فیلم سایه باز
در سال ۲۰۱۷، تیل سوان موضوع یک فیلم مستند دربارهٔ زندگی او «سایه باز: داستان تیل سوان» بود.

### دیگر مسائل
تیل سوان در پادکست گیزمودو «دروازه» که توسط روزنامه‌نگار جنینگز براون و پادکست "اوه نه، راس و کری!" نیز شرکت داشت.

## جنجال
تیل سوان در یوتیوب گفته‌است: «خودکشی یعنی فشار دادن دکمه تنظیم مجدد … خودکشی اشکالی ندارد». روش‌های آموزشی او گاهی اوقات شامل تصور شرکت‌کنندگان در مورد مرگ‌شان می‌شود، گاهی اوقات با خودکشی. یرسانهٔ پالایشگاه۲۹، اشاره می‌کند که در حالی که سوان مستقیماً خودکشی را تشویق نمی‌کند و ادعا می‌کند که «راهبردی برای کمک به مردم از افکار خودکشی دارد»، با این حال نظرات بسیار تحریک‌کننده و دیدگاه‌های افراطی او در مورد خودکشی که تقریباً در هر محتوایی نفوذ می‌کند. محصولات سوان بالقوه مضر هستند، همان‌طور که سوان پیروان خود را با افکار خودکشی با «گربه‌های ولگرد» و «کودکان یتیم» مقایسه می‌کند.

## کتابشناسی - فهرست کتب
سوان شش کتاب پرفروش نوشته است، از جمله "تاریکی پیش از سپیده دم" و "آناتومی تنهایی". او همچنین صدها نقاشی با فرکانس بالا و ارتعاش ایجاد کرده است که گفته می‌شود برای تاثیرگذاری بر چاکراها طراحی شده‌اند.
آموزه‌های سوان بر پایه ایده‌های مختلفی از جمله معنویت، روانشناسی و فلسفه شرقی بنا شده است. او بر اهمیت رها کردن "ذهن منفی" و "اتصال به خود برتر" تأکید می‌کند. سوان همچنین روش‌هایی را برای مقابله با مسائل سلامت روان مانند اضطراب، افسردگی و آسیب‌های روانی ارائه می‌دهد.
- سوان، تیل (۲۰۱۱). مجسمه‌ساز در آسمان. ISBN 978-1-4567-4723-7.
- سوان، تیل (۲۰۱۸). فرایند اتصال: یک تکنیک معنوی برای تسلط بر هنر روابط. ISBN 978-1-4808-6116-9.
- سوان، تیل (۲۰۱۵). سایه‌های قبل از طلوع. ISBN 978-1-4019-4719-4.
- سوان، تیل (۲۰۱۶). فرایند تکمیل: تمرین دوباره کنار هم قرار دادن خود. ISBN 978-1-4019-5144-3.
- سوان، تیل (۲۰۱۸). آناتومی تنهایی: چگونه راه بازگشت به اتصال را پیدا کنید. ISBN 978-1-78678-197-0.
- سوان، تیل (۲۰۲۰). گرسنگی کاج. ISBN 978-1-78678-447-6.